# Thomas Heinrich Stark

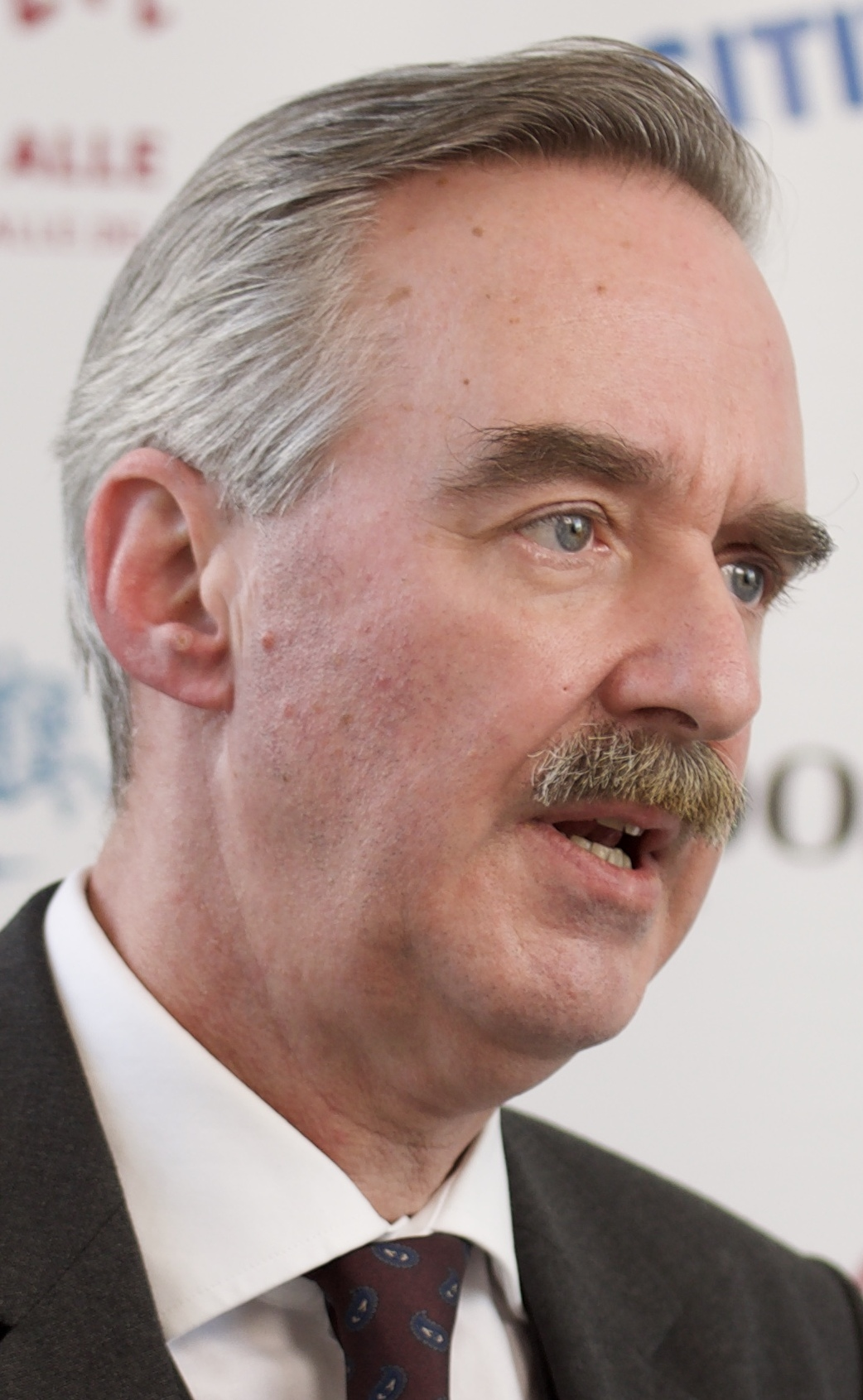
Thomas Heinrich Stark, 2019

Thomas Heinrich Stark (* 22. Juli 1960 in Frankfurt am Main) ist ein deutscher Philosoph und Hochschullehrer.

## Leben
Stark legte 1980 das Abitur am Oberstufengymnasium Frankfurt-Höchst mit den Prüfungsfächer: Geschichte, Englisch, Physik, Religionslehre ab. Von 1980 bis 1987 studierte er Philosophie und Theologie an der Jesuitenhochschule St. Georgen Frankfurt. Das Bakkalaureat in Philosophie mit einer Arbeit zur philosophischen Theorie der Institution und das Vordiplom in Theologie erwarb er 1982. Als Stipendiat in das Begabtenförderungsprogramm des Cusanuswerks wurde er 1982 aufgenommen. Während des Hauptstudiums in Theologie war er für zwei Semester wissenschaftliche Hilfskraft am Philosophischen Lehrstuhl Jörg Spletts. 
Das Diplom in Theologie erwarb er 1987 mit einer Arbeit bei Friedhelm Mennekes zum Thema Christentum und moderne Kunst. Eine Verhältnisbestimmung. Von 1987 bis 1989 studierte er Philosophie mit den Nebenfächern Grundlegung der Sozialwissenschaften und Grundlegung der systematischen Theologie an der Hochschule für Philosophie München und Ludwig-Maximilians-Universität München. Den Magistergrad in Philosophie erwarb 1989 mit einer im Grenzbereich zwischen Kulturphilosophie und Erkenntnistheorie angesiedelten Arbeit bei Jörg Splett Der Begriff der ‚Lebenswelt‘ bei Edmund Husserl. Für das Promotionsstudium an der Heinrich-Heine-Universität Düsseldorf (1990–1991) und Katholische Universität Eichstätt (1991–1995), gefördert vom Cusanuswerk, griff er auf den damals in Düsseldorf bearbeiteten und edierten unveröffentlichten Nachlass Ernst Cassirers zu.
Nach der Promotion 1995 zum Doktor der Philosophie war er kaufmännisch in der Zentrale der Deutschen Bank im Bereich Kreditorenaccounting (an der Schnittstelle zwischen Controlling und Zentraleinkauf) von 1996 bis 1999 tätig. Seit 1998 parallel zur Tätigkeit in der Bank bereitete er die Gründung des John Henry Newman-Instituts für christliche Weltanschauung vor, dessen Wissenschaftlicher Mitarbeiter er seit April 2001 ist. Seit März 2003 ist er Ausbildungspräfekt am Bischöflichen Priesterseminars Collegium Willibaldinum in Eichstätt. Im Oktober 2017 distanzierten sich Abt Maximilian Heim und Hochschulrektor Karl Wallner von dem an der Philosophisch-Theologischen Hochschule Benedikt XVI. in Heiligenkreuz als Gastprofessor lehrenden Stark, nachdem dieser durch die Unterzeichnung einer Stellungnahme Papst Franziskus Häresie vorgeworfen hatte.
Seine Forschungsschwerpunkte sind philosophische Anthropologie und Religions- und Kulturphilosophie sowie allgemeine Geistes- und Kulturgeschichte.

## Schriften (Auswahl)
- Symbol, Bedeutung, Transzendenz. Der Religionsbegriff in der Kulturphilosophie Ernst Cassirers (= Religion in der Moderne. Band 6). Echter-Verlag, Würzburg 1997, ISBN 3-429-01814-5, (zugleich Dissertation, Eichstätt 1995).
- als Herausgeber mit Josef Kreiml und Michael Stickelbroeck: Weg, Wahrheit, Leben. Im Dienst der Verkündigung. Festschrift für Bischof Klaus Küng. Pustet, Regensburg 2010, ISBN 978-3-7917-2296-2.